# Hradište pod Vrátnom
Hradište pod Vrátnom (bis 1927 nur „Hradište“; deutsch Hradisch, ungarisch Harádics – bis 1907 Hradist) ist eine Gemeinde in der Westslowakei mit 665 Einwohnern (Stand 31. Dezember 2024), die zum Okres Senica, einem Kreis des Trnavský kraj, gehört.

## Geographie

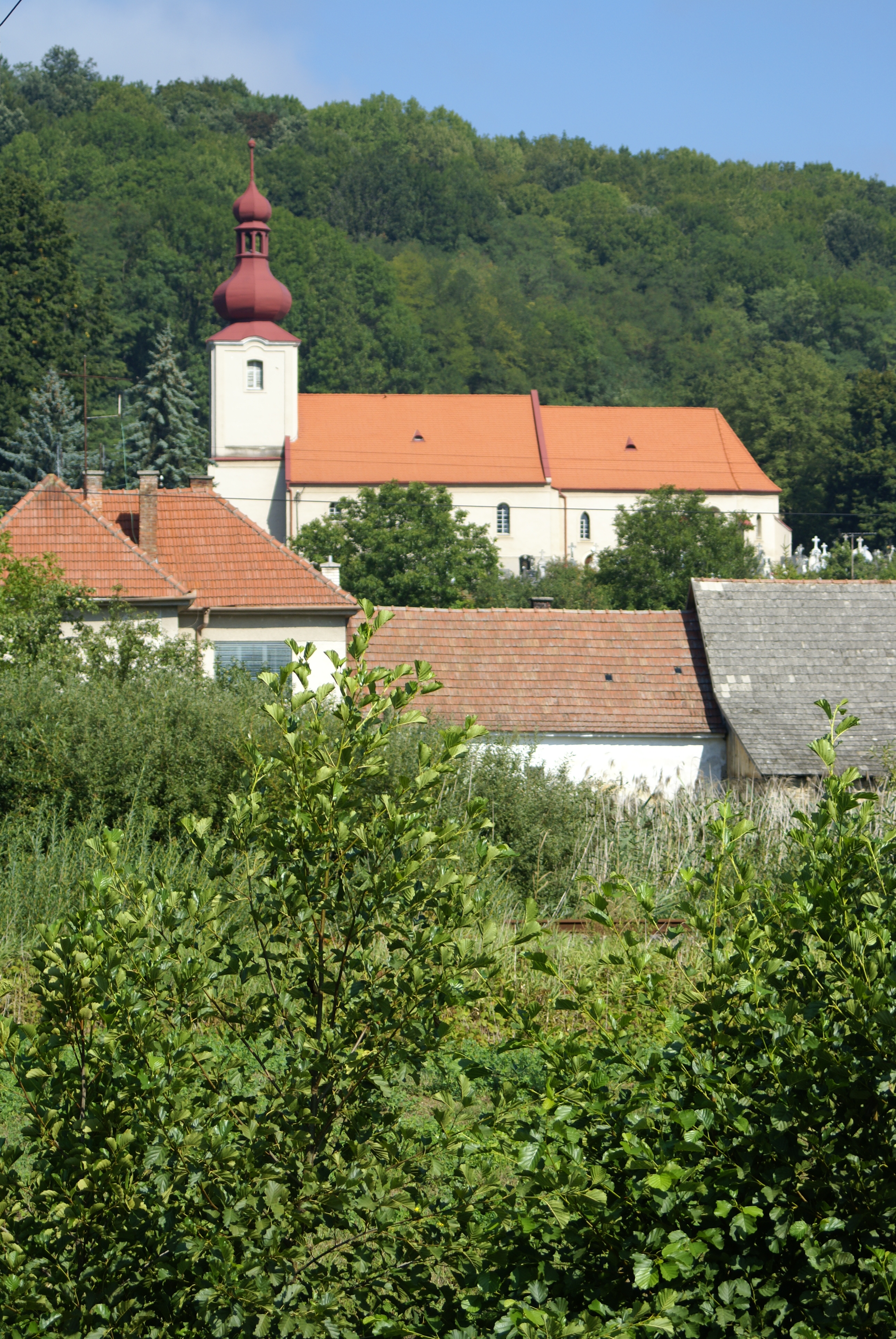
Martinskirche im Ort

Die Gemeinde befindet sich zwischen dem nördlich gelegenen Hügelland Myjavská pahorkatina und den südlich gelegenen Kleinen Karpaten am Bach Brezovský potok im Einzugsgebiet der Myjava. Das Ortszentrum liegt auf einer Höhe von 244 m n.m. und ist 15 Kilometer von Senica entfernt.
Nachbargemeinden sind Prietrž und Bukovec im Norden, Brezová pod Bradlom im Nordosten und Osten, Dobrá Voda im Südosten, Naháč im Süden, Jablonica im Südwesten und Osuské im Westen.

## Geschichte
Der Ort wurde zum ersten Mal 1262 als Haradicha schriftlich erwähnt und stand am nördlichen Ende des im Mittelalter wichtigen Brezová-Passes. Zuerst gehörte das Dorf zum Herrschaftsgut der Burg im heutigen Hlohovec, danach der Burg Dobrá Voda. Im 18. Jahrhundert waren die Einwohner als Brenner, Kalkbrenner und Ölpresser beschäftigt. 1828 zählte man 151 Häuser und 1059 Einwohner.
Im Jahr 1899 erhielt der Ort eine Haltestelle an der Bahnstrecke Jablonica–Brezová pod Bradlom.
Bis 1918 gehörte der im Komitat Neutra liegende Ort zum Königreich Ungarn und kam danach zur Tschechoslowakei beziehungsweise Slowakei.

## Bevölkerung
| Jahr                | 1994 | 2004    | 2014    | 2024    |
| ------------------- | ---- | ------- | ------- | ------- |
| Anzahl der Personen | 692  | 701     | 659     | 665     |
| Unterschied         |      | +1,30 % | −5,99 % | +0,91 % |

| Jahr                | 2023 | 2024    |
| ------------------- | ---- | ------- |
| Anzahl der Personen | 661  | 665     |
| Unterschied         |      | +0,60 % |

Nach der Volkszählung 2011 wohnten in Hradište pod Vrátnom 676 Einwohner, davon 627 Slowaken, zehn Tschechen, sieben Roma und vier Magyaren. Zwei Einwohner gaben eine andere Ethnie an und 26 Einwohner machten diesbezüglich keine Angabe. 550 Einwohner bekannten sich zur römisch-katholischen Kirche, 16 Einwohner zur evangelischen Kirche A. B. sowie jeweils ein Einwohner zur evangelisch-methodistischen Kirche, zur griechisch-katholischen Kirche und zur reformierten Kirche. 82 Einwohner waren konfessionslos und bei 25 Einwohnern wurde die Konfession nicht ermittelt.

## Bauwerke
- römisch-katholische Martinskirche aus dem Jahr 1631

## Söhne und Töchter der Gemeinde
- Ján Rak (1915 – 1969), Übersetzer und Dichter
- Zita Furková (* 1940), slowakische Schauspielerin und Regisseurin